# Shouyang
Shouyang (寿阳县,  Shòuyáng Xiàn) ist ein chinesischer Kreis, der zum Verwaltungsgebiet der bezirksfreien Stadt Jinzhong in der Provinz Shanxi gehört. Die Fläche beträgt 2.125 Quadratkilometer und die Einwohnerzahl 200.352 (Stand: Zensus 2020). 1999 zählte Shouyang 212.123 Einwohner.
Die Tempel Jinguang si 普光寺, Futian si 福田寺 und Mengjiagou Longquan si 孟家沟龙泉寺 stehen seit 2006 auf der Liste der Denkmäler der Volksrepublik China.